# 로버트 스탱글랜드
로버트 스탱글랜드(Robert Stangland, 1881년 10월 5일 ~ 1953년 12월 15일)는 20세기 초반에 멀리뛰기와 세단뛰기를 활약한 미국의 육상선수이다.
뉴욕주 켄달에서 태어나 뉴욕주 니아크에서 사망하였다.
22세의 나이로 1904년 세인트루이스 올림픽에서 2개의 동메달을 획득하였다. 멀리뛰기에서는 6.88m를 뛰어 마이어 프린스타인과 대니얼 프랭크에 밀려 3위를 하고, 세단뛰기에서는 13.365m의 기록을 세우면서 그 종목을 다시 우승한 프린스타인과 프레드 엥글하트에 밀려 3위를 하였다.